# كيوراكو دي فيليس (تشيلي)
كيوراكو دي فيليس (بالإسبانية: Curaco de Vélez)‏ هي بلدية تقع في تشيلي في Chiloé Province.[بحاجة لمصدر] يقدر عدد سكانها بـ 3,584 نسمة ومساحتها 80.0 كم2 وترتفع عن سطح البحر 79 متر.